# Dongrias
Les Dongrias sont une des tribus des Kondhs, un peuple aborigène de l'Inde. Les Dongrias sont les Kondhs qui vivent dans les reliques de forêts primaires de l’État de l’Orissa (Inde orientale). Dongria signifie peuple des collines dans leur langue.

## Menaces
Une compagnie britannique (Sterlite ; filiale de Vedanta, majoritairement détenue par un milliardaire indien vivant à Londres) veut creuser et exploiter une vaste complexe minier pour extraire de la bauxite des monts Niyamgiri (Niyamgiri Hills), qui sont une montagne sacrée pour les Dongria Kondh.
Ces derniers s'y sont opposés début 2008, au motif que la mine détruira à jamais une partie de leur territoire, notamment en asséchant ou dégradant deux fleuves importants et 36 rivières, mais surtout leur mode de vie. En 2008, de nombreux membres de la tribu ont manifesté leur opposition au projet et en juillet 2008, une partie de la tribu a bloqué une route traversant leur forêt vers la zone du projet de mine.
En août 2008, La Cour Suprême indienne a confirmé le droit du propriétaire à exploiter la montagne sacrée. Les Dongria Kondh ont annoncé vouloir déposer une nouvelle plainte contre la mine à propos de la violation de leurs droits culturels et religieux. Jitu Jakesika, leur porte-parole a déclaré mi-2008 : « Si la compagnie détruit notre montagne et notre forêt pour son seul profit, nous serons transformés en mendiants. Nous donnerons nos vies pour notre montagne ». 
L'association Survival International a estimé que la décision du tribunal était « un coup foudroyant porté non seulement aux Dongria Kondh, mais aussi à tous les peuples indigènes de l’Inde. Le droit international et la Constitution indienne sont piétinés pour le seul profit d’actionnaires lointains », ajoutant que « les Dongria Kondh ne renonceront pas à leur terre et que Survival continuera à soutenir leur mouvement de résistance  ». 
Le 1er août 2008, le Président de Vedanta a annoncé qu'il n’exploiterait pas la mine sans l'accord de la cour suprême d'Inde, ni sans l'accord des Dongria eux-mêmes, mais Amnesty International dénonce des pressions et menaces exercées à l'encontre des membres de la tribu, de la part des porteurs locaux du projet.

## Appel à James Cameron
Face au succès du film Avatar réalisé par James Cameron, l'association Survival International lance un appel à ce dernier pour venir en aide au peuple Dongria Kondh, dont l'histoire est singulièrement similaire à celle des Na’vi d'Avatar.

## Victoire des Dongria Kondh
Selon le journal Le Monde, le mardi 24 août 2010, Jairam Ramesh, le ministre indien de l'environnement et des forêts, a refusé finalement au géant britannique Vedanta, contrôlé par le milliardaire indien Anil Agarwal, l'ouverture de la mine de bauxite dans l'État de l'Orissa, à la suite d'une recommandation du comité indien sur les forêts (FAC), ce qui signifie que le projet est  inopérable . Le ministre a justifié sa décision par de "très sérieuses violations" des droits des populations locales et de la loi de protection des forêts.
Le militant écologiste et social Prafulla Samantara a consacré 12 années de sa vie à cette cause en bataillant sur le plan juridique. C’est la raison pour laquelle il a reçu, le 24 avril 2017, le prix Goldman pour l’environnement, décerné à des personnalités, militants, activistes, intellectuels engagés dans les luttes écologistes, notamment dans les pays du Sud.